# District d'Insiza

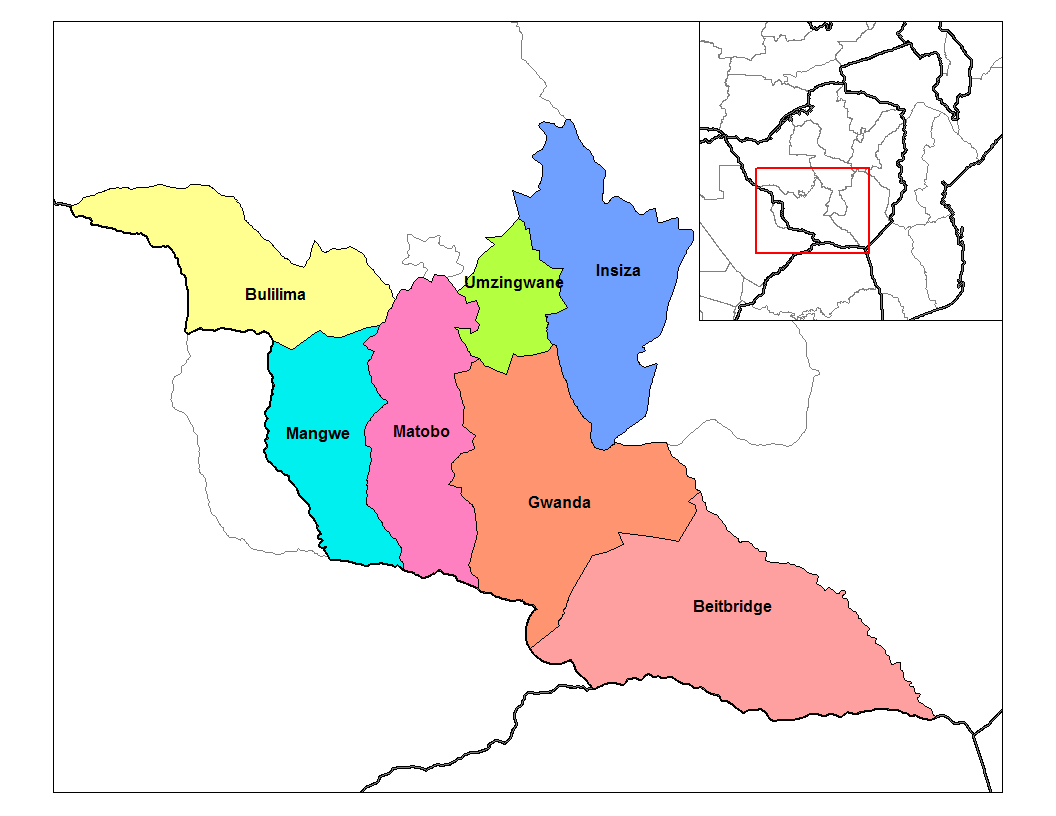
Carte des districts du Matabeleland méridional.

Le district de Insiza est une subdivision administrative de second ordre de la province du Matabeleland méridional au Zimbabwe. 